# Rakitovo
Rakitovo (bulgariska: Ракитово) är en ort i Bulgarien.   Den ligger i kommunen Obsjtina Rakitovo och regionen Pazardzjik, i den sydvästra delen av landet, 100 km sydost om huvudstaden Sofia. Rakitovo ligger 849 meter över havet och antalet invånare är 8 376.
Terrängen runt Rakitovo är lite bergig. Närmaste större samhälle är Velingrad, 9,0 km nordväst om Rakitovo.
I omgivningarna runt Rakitovo växer i huvudsak blandskog. Runt Rakitovo är det ganska tätbefolkat, med 52 invånare per kvadratkilometer.